# Idrossido ferrico
L'idrossido ferrico o idrossido di ferro(III) è un complesso di formula Fe(OH)3 in cui un catione di ferro(III) è legato a tre anioni idrossido.
Appare come un solido marrone, inodore ed altamente insolubile in acqua.

## Mineralogia
Il minerale dell'idrossido ferrico è la bernalite.

## Sintesi

### Sintesi per reazione di scambio
Si può ottenere l'idrossido ferrico combinando un composto contenente uno ione ferro trivalente positivo ed uno contenente uno ione idrossido, come ad esempio cloruro ferrico e soda caustica:
{\displaystyle {\ce {3NaOH(aq) + FeCl3(aq) -> 3NaCl(aq) + Fe(OH)3}}}
o cloruro ferrico ed idrossido di ammonio:
{\displaystyle {\ce {3NH4OH(aq) + FeCl3 (aq) -> 3NH4Cl(aq) + Fe(OH)3 v}}}

### Sintesi per degradazione dell'idrossido ferroso
Se lasciato all'aria o in acqua, l'idrossido ferroso degrada spontaneamente in idrossido ferrico, formando un deposito arancio chiaro sopra al precipitato verde scuro di idrossido di ferro(II). Lasciando asciugare al sole  dell'idrossido ferroso per qualche ora si otterrà un solido bruno scuro (color ruggine), ossia l'idrossido di ferro(III).

Anche lasciando riposare dell'idrossido ferroso in un recipiente pieno d'acqua si otterrà idrossido ferrico, sotto forma di deposito arancio chiaro sopra al precipitato verde di idrossido di ferro(II).
{\displaystyle {\ce {Fe(OH)2 + H2O -> Fe(OH)3 + 1/2 H2}}}
La reazione è piuttosto lenta, e si svolge nell'ordine di tempo delle ore, ma viene accelerata aumentando la temperatura.

## Usi
L'idrossido ferrico è usato per la depurazione delle acque da composti dell'arsenico e dei fosfati.

## Microbiologia
Le tre varietà di ferrobatteri Siderocapsaceae, Chlamynobacteroaceae e Gallionellaceae producono idrossido ferrico come sottoprodotto del loro metabolismo: ossidando il Fe2+ contenuto nell'idrossido ferroso parzialmente disciolto nell'acqua in cui proliferano, ottengono energia termica per il proprio sostentamento, e come prodotto di scarto rilasciano idrossido ferrico.
{\displaystyle {\ce {4Fe(OH)2 + 2H2O + O2 -> 4Fe(OH)3}}}